# عبد الحكيم التميمي
عبد الحكيم بن محمد بن سليمان البدر التميمي رئيس الهيئة العامة للطيران المدني سابقًا، عين بتاريخ 17 يونيو 2017 بمرتبة وزير، وأعفي من منصبه في 21 يناير 2019، وكان يشغل قبل ذلك منصب مساعد رئيس الهيئة للسلامة والأمن والنقل الجوي في الهيئة العامة للطيران المدني، وعضوا تنفيذيا في مجلس الهيئة العربية للطيران المدني. تم إعفاءه من المنصب بأمر ملكي بتاريخ 21/1/2019

## التعليم
درس الطيران في الولايات المتحدة الأميركية، وحصل على عدة تراخيص من إدارة الطيران الفيدرالي الأميركي للعمل كطيار مفوض ومدرب طيران وطيار تجاري مؤهل على عدد من الطائرات النفاثة. كما درس إدارة الأعمال في جامعة فينيكس بالولايات المتحدة الأمريكية.

## الحياة العملية
عمل في الفترة (1984-1982) كأول قائد طائرة هليكوبتر سعودي في الشركة العربية للهيلكوبترات التابعة لشركة أرامكو (تعرف الآن بقسم الطيران في شركة أرامكو)، وفِي (1986-1984)عمل في الطيران الموحد ككابتن طيار على طائرات ليرجيت وهوكر. في عام (1988-1986) انتقل للعمل في الإخلاء الطبي للقوات المسلحة ككابتن طيار ومدير تدريب على طائرات ليرجيت وغلف ستريم، بعد ذلك أسس أول شركة سعودية متخصصة بالتصوير والمسح الجوي وعمل مديرا عاما لها من (2002-1989). وفِي عام (2005-2003) عمل كبيرا لمدربي الطيران في مركز (CAE) للتدريب على الطيران التابع لشركة طيران الإمارات. ومن عام (2008-2005) عمل مديرا تنفيذياً للعمليات في طيران ناس، وكذلك مديرا لعمليات الطائرات التابعة للديوان الملكي، وساهم في الترخيص الفني لشركة طيران ناس.
في عام (2015-2008)، أصبح رئيسا تنفيذيا لشركة الخليج لتكنولوجيا الطيران المتخصصة في الصيانة الخفيفة للطائرات ومرخصة من الهيئة العامة للطيران المدني ووكالة سلامة الطيران الأوروبية (EASA) وحوالي 14 دولة أخرى، كما أصبح طيارا على طائرات إيرباص ومستشارا لمدير عام العمليات في طيران ناس. وفي مارس عام 2015، أصبح مساعدا لرئيس الهيئة العامة للطيران المدني لقطاع السلامة والأمن والنقل الجوي.

## أعمال
خلال عمله مساعدا لرئيس الهيئة العامة للطيران المدني، قام بعدة مبادرات منها، إصدار اللوائح والأنظمة الخاصة بسلامة الطيران لأول مرة في تاريخ السعودية، حيث كانت المملكة تستخدم أنظمة إدارة الطيران الفيدرالية الأميركية، كما وضع إستراتيجية عامة للنقل الجوي والبدء في تحرير الأجواء. وإعادة صياغة اللوائح والأنظمة الاقتصادية بما يدعم الطيران في المملكة، إضافة إلى دوره في إنهاء الاحتكار في تقديم الخدمات الأرضية وذلك بالترخيص لشركة أخرى، والترخيص لمشغلين جويين جدد وإكمال العديد من الاتفاقيات الثنائية بين المملكة والدول الأخرى بما يخص النقل الجوي، إضافة إلى إعادة صياغة لائحة حماية حقوق العملاء.